# Соня Пенкова
Соня Борисова Пенкова е български историк, директор на Националния военноисторически музей (НВИМ) от 2010 г.

## Биография
Завършва история в Софийския университет „Св. Климент Охридски“ и „Финанси“ във Великотърновския университет „Св. св. Кирил и Методий“. Има образователна и научна степен „доктор“ по научна специалност „История на България“.
Автор е на публикации в областта на военната история, музеологията и фалеристиката. Хоноруван преподавател по музеоложки специалности в Университета по библиотекознание и информационни технологии в София.
Учредител на Национално движение „Българско наследство“, член на Управителния съвет на Фондация „Инициатива за евроатлантическо образование“ и член на Българския националния комитет на ИКОМ към ЮНЕСКО.

## Публикации
- Военните музеи на България. Общата история на първите години. С.: Б. изд. 2011. 324 с.
- Опит за идентифициране на проблемите пред социализацията на културно-историческото наследство с военен профил. – Във: Социализация на българското културно-историческото наследство. Бюлетин №4, Фондация „Арете-Фол“, С., 2011, с. 93–101.
- Държавната културна политика в годините на Втората световна война и Главния военен музей (1939 – септември 1944). – Във: Стратегия за национална сигурност на Република България. Сборник доклади, С., 2010, с. 307–312.
- Съавторство. Българските бойни знамена. За честта и славата на България. С.: Студио „Витамин арт“. 2009. 224 с.
- Откриване на експозицията на Главния военен музей през 1937 г. – Военноисторически сборник, 2008, № 1, с. 63–68.
- Нормативно-административни рамки на военните музеи във войската от края на ХІХ в. до началото на 30–те години на ХХ в. – Известия на НВИМ, 2006, № 16, с. 9–26.
- Съавторство. Царските колекции в българските музеи, архиви и библиотеки. С.: Издателство: „Български бестселър. Национален музей на българската книга и полиграфия“. 2004. 320 с.
- Първата световна война и създаването на Военноисторическия музей. – Военноисторически сборник, 2005, № 4, с. 32–38.
- Сръбско–българската война и първите отличия на червения кръст. – Военноисторически сборник, 2005, №4, с. 32–38.
- Първите идеи за експозиция на Военноисторическия музей. – Военноисторически сборник, 2004, № 3, с.72–89.
- Български военни музеи. Непознатото богатство. – Военноисторически сборник, 2004, № 2, с. 63–69.
- Български военни музеи. Националният военноисторически музей – една достойна 88-годишна история. – Военноисторически сборник. 2004, № 1, с. 37–42.
- Съавторство. Военни паметници в България, С.: Издателство „Юруков“. 2003. 304 с.
- Първи стъпки на военномузейното дело в България и Комитета „Цар Освободител Александър ІІ“. – Известия на НВИМ, 2003, № 15, с.78–120.
- Ex Oriente lux. Опит за прочит на символите в най-високото отличие на Царство България. – Минало, 2002, кн.2, с. 67–73.
- Награждавания с български държавни отличия по повод възвръщането на Южна Добруджа. – Известия на НВИМ, 2000, № 14, С. 85–95.
- Политически нюанси между България и Европа през 70–те и 80–те години на ХІХ в. чрез фалеристиката. – Известия на НВИМ, 1999, № 13, с. 75–97.
- Създаването на възпоменателните медали за войните от началото на ХХ в. – опит за набиране на средства за сграда на военния музей. – Известия на НВИМ, № 12, 1998, с. 168–173.
- Съавторство. Каталог на архива на Националния военноисторически музей. С.: Издателство на Министерство на отбраната „Св. Георги Победоносец“. 1996. 392 с.
- Бойни знамена, дарени от цар Борис ІІІ през 1925–1928 г. – Известия на НВИМ, 1995, № 10, с. 113–124.
- Медали и знаци, посветени на монархическия институт в България 1879–1944 г., съхранени в Националния военноисторически музей. – Известия на НВИМ, 1991, № 9, с. 70–83.